# ESSENTIAL MUSIC
『ESSENTIAL MUSIC』（エッセンシャル・ミュージック）は、2022年4月2日（1日深夜）から2024年3月30日（29日深夜）までZIP-FMで放送されていたラジオ番組。

## 概要
ZIP-FMとサンデーフォークプロモーションのコラボレーションにより企画・制作された金曜深夜の音楽番組で、ゲストミュージシャンへのインタビューを中心に放送。他に、番組が注目している新人ミュージシャンの情報や最新のライブ情報も伝えていた。ナビゲーターは清里千聖が務めていた。
番組は2024年3月いっぱいで同タイトルでの放送を終了し、同年4月からは『MUSIC BLAZE』と題して放送されている。こちらもZIP-FMとサンデーフォークのコラボレーション番組で、引き続き清里がナビゲーターを務めている。

## 放送時間
時間は日本標準時で記す。
- 土曜 1:30 - 2:30 = 金曜 25:30 - 26:30（2022年4月2日 - 2023年3月25日）
- 土曜 1:00 - 2:00 = 金曜 25:00 - 26:00（2023年4月1日 - 2024年3月30日）